# 合金装备 幽灵通天塔
《合金装备 幽灵通天塔》是一款由日本科乐美推出在任天堂的Game Boy Color平台上的电子游戏。其架构基于MSX上的《合金装备2 固蛇》以及PlayStation平台上的《合金装备》。本作的故事讲述Solid Snake潜入地方基地解救科学家，消灭危害世界稳定的武器Metal Gear GANDER的经过。